# Tudorkroon
De Tudorkroon is een heraldische kroon die van 1902 tot 1953 en opnieuw sinds 2022 door de Britse koningen wordt gebruikt op bijvoorbeeld zegels en wapens. De kroon bestaat alleen in getekende vorm.